# Hassan Chahdi
Hassan Chahdi (ur. 7 maja 1989 w Cluses) – francuski lekkoatleta specjalizujący się w biegach długodystansowych.
Drużynowy mistrz Europy juniorów w przełajach z 2007 roku. Zajął dziesiąte miejsce w biegu na 5000 metrów podczas mistrzostw świata juniorów w Bydgoszczy (2008). Kilka miesięcy później zdobył dwa medale – w gronie juniorów – na mistrzostwach Europy w biegu na przełaj. Na szesnastej pozycji ukończył bieg na 5000 metrów w czasie młodzieżowego czempionatu Starego Kontynentu w 2009 – w tym samym sezonie zdobył dwa krążki mistrzostw Europy w biegu na przełaj w Dublinie. W 2010 został dwukrotnym medalistą przełajowych mistrzostw Europy w kategorii młodzieżowców, a rok później zdobył drużynowo złoto tej imprezy w biegu seniorów (indywidualnie był czwarty). Wicemistrz Europy w biegach przełajowych z Budapesztu (2012).
Rekordy życiowe: bieg na 3000 metrów (hala) – 7:56,39 (12 lutego 2013, Val-de-Reuil); bieg na 5000 metrów – 13:38,93 (16 czerwca 2018, Carquefou).

## Osiągnięcia
| Rok  | Impreza                                   | Miejsce      | Konkurencja                    | Lokata      | Wynik    |
| ---- | ----------------------------------------- | ------------ | ------------------------------ | ----------- | -------- |
| 2007 | Mistrzostwa świata w biegach przełajowych | Mombasa      | bieg juniorów (8 km.)          | 61. miejsce | 27:20    |
| 2007 | Mistrzostwa Europy w biegach przełajowych | Toro         | bieg juniorów (6 km.)          | 8. miejsce  | 20:25    |
| 2007 | Mistrzostwa Europy w biegach przełajowych | Toro         | drużyna juniorów               | 1. miejsce  |          |
| 2008 | Mistrzostwa świata w biegach przełajowych | Edynburg     | bieg juniorów (7,905 km.)      | 23. miejsce | 24:04    |
| 2008 | Mistrzostwa świata juniorów               | Bydgoszcz    | bieg na 5000 m                 | 10. miejsce | 13:51,45 |
| 2008 | Mistrzostwa Europy w biegach przełajowych | Bruksela     | bieg juniorów (8 km.)          | 3. miejsce  | 18:49    |
| 2008 | Mistrzostwa Europy w biegach przełajowych | Bruksela     | drużyna juniorów               | 1. miejsce  |          |
| 2009 | Młodzieżowe mistrzostwa Europy            | Kowno        | bieg na 5000 m                 | 16. miejsce | 14:21,76 |
| 2009 | Mistrzostwa Europy w biegach przełajowych | Dublin       | bieg młodzieżowców (8,018 km.) | 2. miejsce  | 25:17    |
| 2009 | Mistrzostwa Europy w biegach przełajowych | Dublin       | drużyna młodzieżowców          | 1. miejsce  |          |
| 2010 | Mistrzostwa Europy w biegach przełajowych | Albufeira    | bieg młodzieżowców (8,17 km.)  | 1. miejsce  | 24:11    |
| 2010 | Mistrzostwa Europy w biegach przełajowych | Albufeira    | drużyna młodzieżowców          | 2. miejsce  |          |
| 2011 | Mistrzostwa świata w biegach przełajowych | Punta Umbría | bieg seniorów                  | 23. miejsce | 35:35    |
| 2011 | Mistrzostwa Europy w biegach przełajowych | Velenje      | bieg seniorów                  | 4. miejsce  | 29:22    |
| 2011 | Mistrzostwa Europy w biegach przełajowych | Velenje      | drużyna seniorów               | 1. miejsce  |          |
| 2012 | Mistrzostwa Europy w biegach przełajowych | Budapeszt    | bieg seniorów                  | 2. miejsce  | 30:11    |
| 2012 | Mistrzostwa Europy w biegach przełajowych | Budapeszt    | drużyna seniorów               | 4. miejsce  |          |
| 2013 | Mistrzostwa Europy w biegach przełajowych | Belgrad      | bieg seniorów                  | 5. miejsce  | 29:40    |
| 2013 | Mistrzostwa Europy w biegach przełajowych | Belgrad      | drużyna seniorów               | 4. miejsce  |          |
| 2014 | Puchar Europy w biegu na 10 000 metrów    | Skopje       | bieg na 10 000 m               | 16. miejsce | 29:53,45 |
| 2014 | Mistrzostwa Europy w biegach przełajowych | Samokow      | bieg seniorów                  | 39. miejsce | 34:21    |
| 2014 | Mistrzostwa Europy w biegach przełajowych | Samokow      | drużyna seniorów               | 4. miejsce  |          |
| 2015 | Mistrzostwa świata w biegach przełajowych | Guiyang      | bieg seniorów                  | –           | DNF      |
| 2016 | Mistrzostwa świata w półmaratonie         | Cardiff      | półmaraton                     | 19. miejsce | 1:03:30  |
| 2016 | Mistrzostwa Europy                        | Amsterdam    | półmaraton                     | 7. miejsce  | 1:03:43  |
| 2017 | Mistrzostwa Europy w biegach przełajowych | Šamorín      | bieg seniorów                  | 4. miejsce  | 30:01    |
| 2017 | Mistrzostwa Europy w biegach przełajowych | Šamorín      | drużyna seniorów               | 4. miejsce  |          |
| 2018 | Mistrzostwa Europy                        | Berlin       | maraton                        | –           | DNF      |
| 2018 | Mistrzostwa Europy w biegach przełajowych | Tilburg      | bieg seniorów                  | 25. miejsce | 29:51    |
| 2018 | Mistrzostwa Europy w biegach przełajowych | Tilburg      | drużyna seniorów               | 10. miejsce |          |
| 2021 | Igrzyska olimpijskie                      | Tokio        | maraton                        | 44. miejsce | 2:18:40  |
| 2022 | Mistrzostwa świata                        | Eugene       | maraton                        | 17. miejsce | 2:09:20  |
| 2023 | Mistrzostwa świata                        | Budapeszt    | maraton                        | 7. miejsce  | 2:10:45  |
| 2024 | Igrzyska olimpijskie                      | Paryż        | maraton                        | 20. miejsce | 2:10:09  |